# Saison 2023 de Super Rugby
Navigation
Super Rugby 2022 Super Rugby 2024
La saison 2023 de Super Rugby est la vingt-huitième édition de cette compétition de rugby à XV. Elle est disputée par douze franchises, cinq d'Australie, six de Nouvelle-Zélande et une des Fidji.
Les champions en titre sont les Crusaders.
À la fin de la saison, les Crusaders sont de nouveau sacrés champion en battant les Chiefs, premiers de la saison régulière, sur le score de 25 à 20 en finale.

## Organisation
La compétition se déroule, comme en 2022, en une seule phase de poule, unique aux douze franchises. La saison régulière se déroule sur quinze journées, avant des phases finales se faisant affronter les huit premiers du classement. L'équipe la mieux classée recevant alors systématiquement.
La saison est censée se dérouler entre le 24 février et le 18 juin.
Par rapport à l'édition précédente, les Fijian Drua vont disputer tous leurs matchs à domicile aux Fidji, contrairement à l'an dernier où ils jouaient également en Australie. Alors que les Moana Pasifika continuent de jouer à Auckland, sauf pour une rencontre où ils vont jouer dans la capitale samoane Apia à l'Apia Park. Les Waratahs vont également jouer pour la première fois dans leur nouveau stade le Sydney Football Stadium.
Pour la deuxième journée, le Super Round est mis en place une nouvelle fois, cela consiste à disputer les six rencontres de cette journée dans le même stade, l'AAMI Park de Melbourne pour la première fois, entre le 3 et le 5 mars.

### Nouvelles règles
Cette nouvelle saison voit arriver de nouvelles règles pour rendre la compétition encore plus rapide et plus fluide qu'auparavant. Ces dernières sont les suivantes :
Les buteurs ont désormais 90 secondes pour taper une transformation à partir du moment où l'essai est inscrit, ainsi que 60 secondes pour les pénalités lorsque l'arbitre indique le choix de la tentative de pénalité.
Concernant les mêlées et les touches, après que celles-ci aient été marquées par les arbitres, elles doivent se dérouler dans les 30 secondes suivant ces marques. Pour les rucks, les ballons doit être utilisé dans les 5 secondes suivant la formation de ces derniers.
Les arbitres vidéos n'ont le droit d'interrompre le jeu que lorsqu'un incident grave, clair et évident de jeu dangereux n'a pas été remarqué par les arbitres de terrain de la rencontre.
Les arbitres peuvent faire appel à l'arbitrage vidéo pour décider de donner un carton jaune à un joueur, toutefois si la vérification de l'action est prolongée par l'arbitrage vidéo, celle-ci n'a lieu qu'après la sortie du joueur du terrain et non avant la délivrance du carton jaune désormais. En complément, l'arbitrage vidéo a huit minutes pour confirmer la décision de carton jaune (donc d'expulsion de dix minutes) ou bien pour transformer cette sanction en carton rouge de vingt minutes, auquel cas le joueur ne peut pas retourner sur le terrain mais peut être remplacé par l'un de ses coéquipiers.
Néanmoins, les arbitres ont désormais le pouvoir de délivrer un carton rouge "complet" en cas de faute délibérée de la part d'un joueur, auquel cas ce dernier ne peut pas retourner en jeu et ne peut également pas être remplacé.

### Pré-saison
Les 10 et 11 février, les équipes jouent leur premier match amicaux de pré-saison. Les Highlanders battent les champions en titre, les Crusaders, sur le score de 35 à 33. Les Chiefs s'imposent 48-7 contre les Moana Pasifika. Les Blues sont vainqueurs des Hurricanes 28-21, tout comme les Brumbies qui battent les Rebels 35-33. Enfin, les Waratahs remportent leur match 33-32 contre les Reds. La semaine suivante, les Fijian Drua battent la Western Force 48-38.

## Franchises participantes
La compétition oppose douze franchises issues d'Australie, de Nouvelle-Zélande et des Fidji. Chaque franchise représente une aire géographique.
| Nom              | Pays             | Ville        | Stade                      | Entraîneur            | Capitaine                     |
| ---------------- | ---------------- | ------------ | -------------------------- | --------------------- | ----------------------------- |
| Blues            | Nouvelle-Zélande | Auckland     | Eden Park                  | Leon MacDonald        | Dalton Papali'i               |
| Brumbies         | Australie        | Canberra     | Canberra Stadium           | Stephen Larkham       | Allan Alaalatoa               |
| Chiefs           | Nouvelle-Zélande | Hamilton     | Waikato Stadium            | Clayton McMillan (en) | Sam Cane et Brad Weber        |
| Crusaders        | Nouvelle-Zélande | Christchurch | Rugby League Park          | Scott Robertson       | Scott Barrett                 |
| Fijian Drua      | Fidji            | Suva Lautoka | ANZ Stadium Churchill Park | Mick Byrne (en)       | Meli Derenalagi               |
| Highlanders      | Nouvelle-Zélande | Dunedin      | Forsyth Barr Stadium       | Clarke Dermody        | Billy Harmon (en)             |
| Hurricanes       | Nouvelle-Zélande | Wellington   | Westpac Stadium            | Jason Holland         | Ardie Savea                   |
| Melbourne Rebels | Australie        | Melbourne    | AAMI Park                  | Kevin Foote (en)      | Rob Leota et Brad Wilkin (en) |
| Moana Pasifika   | Nouvelle-Zélande | Auckland     | Mount Smart Stadium        | Aaron Mauger          | Sekope Kepu                   |
| Queensland Reds  | Australie        | Brisbane     | Suncorp Stadium            | Brad Thorn            | Tate McDermott et Liam Wright |
| Waratahs         | Australie        | Sydney       | Sydney Football Stadium    | Darren Coleman (en)   | Jake Gordon                   |
| Western Force    | Australie        | Perth        | Perth Oval                 | Simon Cron (en)       | Michael Wells (en)            |

## La compétition

### Classement phase régulière
| Rang | Franchise        | J  | V  | N | D  | Bo | Bd | Pm  | Pe  | Diff | Pts |
| ---- | ---------------- | -- | -- | - | -- | -- | -- | --- | --- | ---- | --- |
| 1    | Chiefs           | 14 | 13 | 0 | 1  | 6  | 1  | 487 | 261 | +226 | 59  |
| 2    | Crusaders T      | 14 | 10 | 0 | 4  | 6  | 2  | 457 | 278 | +179 | 48  |
| 3    | Blues            | 14 | 10 | 0 | 4  | 3  | 3  | 446 | 292 | +154 | 46  |
| 4    | Brumbies         | 14 | 10 | 0 | 4  | 5  | 1  | 474 | 393 | +81  | 46  |
| 5    | Hurricanes       | 14 | 9  | 0 | 5  | 3  | 1  | 480 | 338 | +142 | 41  |
| 6    | Waratahs         | 14 | 6  | 0 | 8  | 4  | 3  | 387 | 408 | -21  | 31  |
| 7    | Fijian Drua      | 14 | 6  | 0 | 8  | 1  | 1  | 370 | 492 | -122 | 26  |
| 8    | Queensland Reds  | 14 | 5  | 0 | 9  | 1  | 3  | 391 | 451 | -60  | 24  |
| 9    | Highlanders      | 14 | 5  | 0 | 9  | 2  | 2  | 362 | 459 | -97  | 24  |
| 10   | Western Force    | 14 | 5  | 0 | 9  | 1  | 1  | 346 | 494 | -148 | 22  |
| 11   | Melbourne Rebels | 14 | 4  | 0 | 10 | 1  | 4  | 406 | 484 | -78  | 21  |
| 12   | Moana Pasifika   | 14 | 1  | 0 | 13 | 0  | 4  | 354 | 610 | -256 | 8   |

Attribution des points : victoire : 4, match nul : 2, défaite : 0 ; plus les bonus (offensif : 3 essais de plus que l'adversaire ; défensif : défaite par 7 points d'écart ou moins).

### Résultats détaillés
Les points marqués par chaque équipe sont inscrits dans les colonnes centrales (3-4) alors que les essais marqués sont donnés dans les colonnes latérales (1-6). Les points de bonus sont symbolisés par une bordure bleue pour les bonus offensifs (trois essais de plus que l'adversaire), orange pour les bonus défensifs (défaite par moins de sept points d'écart), rouge si les deux bonus sont cumulés.

### Phase finale
|  | Quarts de finale | Quarts de finale |           |    | Demi-finales | Demi-finales |  |  | Finale | Finale |
|  | Quarts de finale | Quarts de finale |           |    | Demi-finales | Demi-finales |  |  | Finale | Finale |
|  |                  |                  |           |    |              |              |  |  |        |        |
|  |                  |                  |           |    |              |              |  |  |        |        |
|  |                  |                  |           |    |              |              |  |  |        |        |
|  | Chiefs           | 29               |           |    |              |              |  |  |        |        |
|  | Chiefs           | 29               |           |    |              |              |  |  |        |        |
|  | Queensland Reds  | 20               |           |    |              |              |  |  |        |        |
|  | Queensland Reds  | 20               | Chiefs    | 19 |              |              |  |  |        |        |
|  |                  |                  | Chiefs    | 19 |              |              |  |  |        |        |
|  |                  | Brumbies         | 6         |    |              |              |  |  |        |        |
|  | Brumbies         | Brumbies         | 6         | 37 |              |              |  |  |        |        |
|  | Brumbies         |                  |           | 37 |              |              |  |  |        |        |
|  | Hurricanes       | 33               |           |    |              |              |  |  |        |        |
|  | Hurricanes       | 33               | Chiefs    | 20 |              |              |  |  |        |        |
|  |                  |                  | Chiefs    | 20 |              |              |  |  |        |        |
|  |                  | Crusaders        | 25        |    |              |              |  |  |        |        |
|  | Crusaders        | Crusaders        | 25        | 49 |              |              |  |  |        |        |
|  | Crusaders        |                  |           | 49 |              |              |  |  |        |        |
|  | Fijian Drua      | 8                |           |    |              |              |  |  |        |        |
|  | Fijian Drua      | 8                | Crusaders | 52 |              |              |  |  |        |        |
|  |                  |                  | Crusaders | 52 |              |              |  |  |        |        |
|  |                  | Blues            | 15        |    |              |              |  |  |        |        |
|  | Blues            | Blues            | 15        | 41 |              |              |  |  |        |        |
|  | Blues            |                  |           | 41 |              |              |  |  |        |        |
|  | Waratahs         | 12               |           |    |              |              |  |  |        |        |
|  | Waratahs         | 12               |           |    |              |              |  |  |        |        |

#### Quarts de finale
| 9 juin 2023 9 h 35 | Blues | 41 - 12 (17 - 7) | Waratahs                                                                            | Eden Park, Auckland Arbitre : Ben O'Keeffe |
| 9 juin 2023 9 h 35 | Essai(s) : 5 Christie (17e), Laulala (38e), Riccitelli (45e), Sullivan (en) (53e), Telea (67e) Transformation(s) : 5 Barrett (19e, 40e, 47e, 54e), Plummer (69e) Pénalité(s) : 2 Barrett (12e), Plummer (80e+1) | Rapport          | Essai(s) : 2 Hanigan (3e), Pietsch (en) (70e) Transformation(s) : 1 Edmed (en) (4e) | Eden Park, Auckland Arbitre : Ben O'Keeffe |
| 9 juin 2023 9 h 35 | | Rapport          |                                                                                     | Eden Park, Auckland Arbitre : Ben O'Keeffe |

| 10 juin 2023 6 h 35 | Chiefs | 29 - 20 (16 - 10) | Queensland Reds                                                                                               | Waikato Stadium, Hamilton Arbitre : Angus Gardner |
| 10 juin 2023 6 h 35 | Essai(s) : 2 Narawa (40e), Sowakula (76e) Transformation(s) : 2 McKenzie (40e+2, 77e) Pénalité(s) : 5 McKenzie (19e, 23e, 31e, 49e, 70e) | Rapport           | Essai(s) : 3 Vunivalu (9e, 60e), Wilson (35e) Transformation(s) : 1 Lynagh (61e) Pénalité(s) : 1 Lynagh (52e) | Waikato Stadium, Hamilton Arbitre : Angus Gardner |
| 10 juin 2023 6 h 35 | | Rapport           | | Waikato Stadium, Hamilton Arbitre : Angus Gardner |

| 10 juin 2023 9 h 5 | Crusaders | 49 - 8 (28 - 8) | Fijian Drua                                                 | Rugby League Park, Christchurch Arbitre : Brendon Pickerill (en) |
| 10 juin 2023 9 h 5 | Essai(s) : 7 Jager (2e), Taylor (5e, 14e), S. Havili (33e), Barrett (45e), Jordan (66e), Heinz (78e) Transformation(s) : 7 Mo'unga (3e, 7e, 15e, 34e, 46e, 68e), Burke (79e) | Rapport         | Essai(s) : 1 Ravutaumada (35e) Pénalité(s) : 1 Lomani (25e) | Rugby League Park, Christchurch Arbitre : Brendon Pickerill (en) |
| 10 juin 2023 9 h 5 | | Rapport         |                                                             | Rugby League Park, Christchurch Arbitre : Brendon Pickerill (en) |

| 10 juin 2023 11 h 35 | Brumbies | 37 - 33 (25 - 16) | Hurricanes | Canberra Stadium, Canberra Arbitre : Nic Berry |
| 10 juin 2023 11 h 35 | Essai(s) : 5 Sapsford (en) (9e), Debreczeni (16e), Ikitau (25e), Reimer (en) (64e), Wright (71e) Transformation(s) : 3 Debreczeni (10e, 17e), Lolesio (73e) Pénalité(s) : 2 Debreczeni (31e, 38e) | Rapport           | Essai(s) : 3 Naholo (en) (2e), A.Savea (48e), Flanders (en) (60e) Transformation(s) : 3 Cameron (3e, 49e, 61e) Pénalité(s) : 4 Cameron (14e, 22e, 29e, 57e) | Canberra Stadium, Canberra Arbitre : Nic Berry |
| 10 juin 2023 11 h 35 | | Rapport           | | Canberra Stadium, Canberra Arbitre : Nic Berry |

#### Demi-finales
| 16 juin 2023 9 h 5 | Crusaders | 52 - 15 (32 - 3) | Blues | Rugby League Park, Christchurch Arbitre : Angus Gardner |
| 16 juin 2023 9 h 5 | Essai(s) : 6 Ennor (3e), Fainga'anuku (12e, 48e), Jordan (35e), Taylor (40e), Burke (71e) Transformation(s) : 5 Mo'unga (4e, 36e, 40e+1, 50e, 73e) Pénalité(s) : 4 Mo'unga (9e, 21e, 66e, 78e) | Rapport          | Essai(s) : 2 Barrett (58e), Clarke (80e+3) Transformation(s) : 1 Barrett (80e+4) Pénalité(s) : 1 Barrett (25e) Carton(s) jaune(s) : 1 Sotutu (38e) | Rugby League Park, Christchurch Arbitre : Angus Gardner |
| 16 juin 2023 9 h 5 | | Rapport          | | Rugby League Park, Christchurch Arbitre : Angus Gardner |

| 17 juin 2023 9 h 5 | Chiefs | 19 - 6 (6 - 3) | Brumbies                           | Waikato Stadium, Hamilton Arbitre : Nic Berry |
| 17 juin 2023 9 h 5 | Essai(s) : 1 Retallick (78e) Transformation(s) : 1 McKenzie (79e) Pénalité(s) : 4 McKenzie (8e, 32e, 54e, 72e) | Rapport        | Pénalité(s) : 2 Lolesio (34e, 58e) | Waikato Stadium, Hamilton Arbitre : Nic Berry |
| 17 juin 2023 9 h 5 | | Rapport        |                                    | Waikato Stadium, Hamilton Arbitre : Nic Berry |

#### Finale
Résumé
| 24 juin 2023 9 h | Chiefs | 20 - 25 (10 - 15) | Crusaders | Waikato Stadium, Hamilton Arbitre : Ben O'Keeffe |
| 24 juin 2023 9 h | Essai(s) : 2 Stevenson (23e), Narawa (43e) Transformation(s) : 2 McKenzie (24e, 44e Pénalité(s) : 2 McKenzie (20e, 49e) Carton(s) jaune(s) : 3 Lienert-Brown (9e), Jacobson (26e), Cane (72e) | Rapport           | Essai(s) : 3 Taylor (28e, 73e), Mo'unga (36e) Transformation(s) : 2 Mo'unga (37e, 74e) Pénalité(s) : 2 Mo'unga (9e, 80e+1) | Waikato Stadium, Hamilton Arbitre : Ben O'Keeffe |
| 24 juin 2023 9 h | | Rapport           | | Waikato Stadium, Hamilton Arbitre : Ben O'Keeffe |

| · Titulaires · 15 Shaun Stevenson 23e · 14 Emoni Narawa 43e · 13 Alex Nankivell (en) · 12 Anton Lienert-Brown 9e à 19e · 11 Etene Nanai-Seturo · 10 Damian McKenzie · 90 Brad Weber · 80 Luke Jacobson 26e à 36e · 70 Sam Cane 72e à 80e · 60 Pita Gus Sowakula · 50 Tupou Vaa'i · 40 Brodie Retallick · 30 George Dyer · 20 Samisoni Taukei'aho · 10 Aidan Ross · Remplaçants · 16 Tyrone Thompson (en) · 17 Ollie Norris (en) · 18 John Ryan · 19 Naitoa Ah Kuoi (en) · 20 Samipeni Finau · 21 Cortez Ratima · 22 Josh Ioane · 23 Rameka Poihipi (en) · Entraîneur · Clayton McMillan (en) |  | · Titulaires · Will Jordan 15 · Dallas McLeod 14 · Braydon Ennor 13 · Jack Goodhue 12 · Leicester Fainga'anuku 11 · 36e Richie Mo'unga 10 · Mitchell Drummond 09 · Christian Lio-Willie 08 · Tom Christie 07 · Sione Havili 06 · Sam Whitelock 05 · Scott Barrett 04 · Oli Jager 03 · 28e 73e Codie Taylor 02 · Tamaiti Williams 01 · Remplaçants · George Bell 16 · Kershawl Sykes-Martin (en) 17 · Reuben O'Neill (en) 18 · Quinten Strange 19 · Dominic Gardiner (en) 20 · Willi Heinz 21 · Fergus Burke 22 · Chay Fihaki (en) 23 · Entraîneur · Scott Robertson |

## Statistiques
Les statistiques incluent la phase finale.

### Meilleurs réalisateurs
| Rang | Joueur                 | Club           | Points |
| ---- | ---------------------- | -------------- | ------ |
| 1    | Damian McKenzie        | Chiefs         | 191    |
| 2    | Richie Mo'unga         | Crusaders      | 174    |
| 3    | Sam Gilbert (en)       | Highlanders    | 122    |
| 4    | Reece Hodge            | Rebels         | 119    |
| 5    | Jordie Barrett         | Hurricanes     | 118    |
| 6    | Beauden Barrett        | Blues          | 115    |
| 7    | Noah Lolesio           | Brumbies       | 97     |
| 8    | Ben Donaldson          | Waratahs       | 81     |
| 9    | Christian Lealiifano   | Moana Pasifika | 70     |
| 10   | Leicester Fainga'anuku | Crusaders      | 65     |

### Meilleurs marqueurs
| Rang | Joueur                 | Club          | Essais |
| ---- | ---------------------- | ------------- | ------ |
| 1    | Leicester Fainga'anuku | Crusaders     | 13     |
| 2    | Shaun Stevenson        | Chiefs        | 12     |
| 2    | Codie Taylor           | Crusaders     | 12     |
| 2    | Mark Telea             | Blues         | 12     |
| 5    | Iosefo Masi            | Fijian Drua   | 9      |
| 5    | Kini Naholo (en)       | Hurricanes    | 9      |
| 5    | Cam Roigard            | Hurricanes    | 9      |
| 5    | Corey Toole (en)       | Brumbies      | 9      |
| 9    | Zach Kibirige          | Western Force | 8      |
| 9    | Emoni Narawa           | Chiefs        | 8      |
| 9    | Mark Nawaqanitawase    | Waratahs      | 8      |
| 9    | Ardie Savea            | Hurricanes    | 8      |

## Bilan de la saison
Après avoir été premiers du championnat lors de la majorité de la saison régulière, en ne concédant qu'une seule défaite, les Chiefs s'inclinent 25-20 en finale dans leur stade face aux Crusaders, deuxième de la saison régulière et champion en titre, qui remportent leur douzième Super Rugby.

## Récompenses
En décembre 2023, lors des New Zealand Rugby Awards, le capitaine des Crusaders Scott Barrett est élu meilleur joueur de la saison.